# Jan Jaap van der Wal
Jan Jaap van der Wal (Leeuwarden, 1 november 1979) is een Nederlands-Belgisch stand-upcomedian, cabaretier en televisiepresentator.

## Opleiding
Van der Wal heeft het Christelijk Gymnasium Beyers Naudé te Leeuwarden afgerond. Hij heeft drie maanden in Amsterdam gestudeerd.

## Carrière

### Nederland
Van der Wal werd in Nederland bekend doordat hij tussen 2001 en 2010 als teamleider te zien was bij het satirische nieuwsprogramma Dit Was Het Nieuws. Voor dat programma werkte hij samen met presentator Harm Edens en stand-upcomedian en teamleider Raoul Heertje. In dezelfde periode werkte hij met Heertje bij de Comedytrain, een podium voor stand-upcomedians. Van der Wal nam in februari 2006 het artistiek leiderschap van de Comedytrain over van Heertje.
Op de radio heeft Van der Wal samen met Felix Meurders Spijkers met koppen van de VARA gepresenteerd waarvoor hij ook als columnist actief was. In 2000 won hij de Internetpublieksprijs.
In het theaterseizoen 2006/2007 toerde Van der Wal met zijn derde soloprogramma, BSUR, door Nederland. Met deze voorstelling stond hij in maart drie avonden lang in Koninklijk Theater Carré. Eerder toerde hij met de programma's Out Now en Staat. De Leeuwarder verzorgde in 2007 de oudejaarsconference, die werd uitgezonden door de VARA. In 2009 mocht Van der Wal opnieuw de oudejaarsconference verzorgen. In 2011 werd zijn taak overgenomen door Thomas Acda, aangezien Van der Wal het druk had met een Nederlandse versie van het Amerikaanse programma The Daily Show dat hij vervolgens begin 2011 presenteerde voor televisiezender Comedy Central. Hoewel het programma nooit verder kwam dan haar initiële proefperiode, zette Van der Wal in 2012 de presentatiestijl wel deels door via het online satirisch nieuwsprogramma Panache  rondom de Tweede Kamerverkiezingen van dat jaar. Van 2015 tot en met 2016 was Van der Wal te zien als teamleider in het RTL 4-programma Het collectief geheugen. In 2016 was Van der Wal te zien als sidekick en voice-over bij RTL Summer Night als opvolger van Marieke Elsinga. Vanaf 17 december 2017 is Van der Wal weer teamleider bij Dit Was Het Nieuws. In 2023 was hij te zien in het AVROTROS-sketchprogramma Voor de Show als onhandige presentator van een fictieve culturele talkshow. Hij deed in 2024 mee aan het RTL 4-programma De Pappenheimers.

### België
In 2015 was hij een vaste gast in Café Corsari.
Van der Wal maakt in 2016 de show De Nieuwe Belg waarmee hij ook in België een bekend gezicht wordt. Dat jaar neemt hij ook deel aan De Slimste Mens ter Wereld 2016 waar hij het tot in de eerste finaleweek schopt. Hij draagt ook bij aan het satirische tv-programma De Ideale Wereld en gaat deeltijds in Antwerpen wonen. Sinds 2017 is van der Wal een van de vaste juryleden in De Slimste Mens ter Wereld. In september 2018 nam hij bij De Ideale Wereld de rol van vaste presentator over van Otto-Jan Ham. In november 2021 kondigde hij aan na 4 jaar te stoppen als presentator van De Ideale Wereld na afloop van het seizoen in mei 2022. Ella Leyers volgde hem op.
Sinds 2021 woont hij officieel in Antwerpen en in 2023 kreeg hij in België het statuut van erkend vreemdeling.
In 2023 had van der Wal bij de Vlaamse zender Play4 zijn eigen latenightshow Jan Jaap op Zondag, waarin hij samen met zijn nieuwsteam – bestaande Pedro Elias, Dena Vahdani en Eva Kamanda – een satirische terugblik gaf op de afgelopen nieuwsweek. Na 10 afleveringen stopte het programma.
In het voorjaar van 2024 speelde Van der Wal in Vlaamse theaters zijn verkiezingsconference Geen Stem, naar aanleiding van de Belgische verkiezingen die op 9 juni dat jaar plaatsvonden.

## Persoonlijk
Van der Wal heeft een schisis (gespleten lip), een onderwerp dat hijzelf zeker niet onbesproken laat. Sinds 2006 heeft hij een relatie met actrice Eva Duijvestein. In 2010 zijn zij getrouwd. In april 2017 werd hun zoon geboren.

## Voorstellingen
- Op Eigen Risico (1998/1999) (met Nico van der Knaap en Sander van Opzeeland)
- Gejongleerd (1999/2001) (met Nico van der Knaap)
- Out Now (2001/2003)
- Staat (2003/2005)
- BSUR (2005/2007)
- Onderbewust (2007) (oudejaarsconference)
- Zonder Band (2008/2010)
- Lekker Hard Lachen Met Oliebollen (2009) (oudejaarsconference)
- De Kellner en de Levenden (2010/2012) (met het Rosa Ensemble)
- Live (2012/2014)
- Dystopia (2014/2015)
- De Nieuwe Belg (2015)
- Not the Tommy Cooper Story (met René van 't Hof en Vincent van Warmerdam) (2016)
- Schoon  (2017/2018)
- III-zième (2020/2022)
- Geen Stem (2023/2024)
- Mijn vlakke land (2024/2025)

## Televisie
- De ochtenden, als columnist
- Dit Was Het Nieuws (2001-2010, 2017-heden), teamleider
- Jan Jaap van der Wal: Over de wereld (2005)
- EU-geografie (SchoolTV, 2006), presentatie
- Room 101 (2008), presentatie
- De Bovenkamer (2009), presentatie
- The Daily Show (Nederland) (2011), presentatie
- Comedy Live (2011), De week
- Panache (2013), Presentatie
- De Slimste Mens (2014), deelnemer (zeven afleveringen)
- RTL Late Night (2014-2018), maandelijkse vaste gast
- Café Corsari (2014, 2015), gast, wekelijkse vaste gast
- Het collectief geheugen (2015), als teamleider
- Advocaat van de duivel (2016)
- RTL Late Night Zomer (2016), sidekick en voice-over
- Holland-België (2016), teamlid met Ruben Nicolai en Jandino Asporaat
- De Ideale Wereld (2016), wekelijkse rubriek
- De Ideale Wereld (2017), sidekick
- De slimste mens ter wereld (2017-heden), jurylid
- Control Alt Delete (2018) op NPO 3 van Human (omroep)
- De Ideale Wereld op Canvas (2018-2022), presentator
- Jan Jaap op Zondag op Play4 (2023), presentator
- Voor de Show op NPO 1 van AVROTROS (2023-heden), presentator
- De Pappenheimers op RTL 4 (2024), deelnemer
- Kamp Jeroom (2024) - samen met Siska Schoeters